# Novomîkolaiivka, Nova Odesa
Novomîkolaiivka (în ucraineană Новомиколаївка) este un sat în comuna Pidlisne din raionul Nova Odesa, regiunea Mîkolaiiv, Ucraina.

## Demografie
Componența lingvistică a localității Novomîkolaiivka
     Ucraineană (87,5%)
     Rusă (6,62%)
     Română (5,88%)
Conform recensământului din 2001, majoritatea populației localității Novomîkolaiivka era vorbitoare de ucraineană (87,5%), existând în minoritate și vorbitori de rusă (6,62%) și română (5,88%).